# بيل كيد (سياسي)
بيل كيد (بالإنجليزية: Bill Kidd)‏ هو سياسي أمريكي، ولد في 16 نوفمبر 1952 في مقاطعة توم غرين في الولايات المتحدة. نشط حزبياً في الحزب الجمهوري. وقد انتخب عضو مجلس نواب ولاية ميسوري.